# Phasca bicunea
Phasca bicunea är en tvåvingeart som beskrevs av Hardy 1986. Phasca bicunea ingår i släktet Phasca och familjen borrflugor. Inga underarter finns listade i Catalogue of Life.